# Nungnado-yuwŏnji
Nungnado-yuwŏnji är en park i Nordkorea.   Den ligger i provinsen Pyongyang, i den sydvästra delen av landet, i huvudstaden Pyongyang. Nungnado-yuwŏnji ligger 15 meter över havet.
Terrängen runt Nungnado-yuwŏnji är huvudsakligen platt, men åt nordost är den kuperad. Runt Nungnado-yuwŏnji är det mycket tätbefolkat, med 2 028 invånare per kvadratkilometer. Närmaste större samhälle är Pyongyang, 1,6 km sydväst om Nungnado-yuwŏnji. Trakten runt Nungnado-yuwŏnji består till största delen av jordbruksmark.